# James Hayter
James Hayter (* 23. April 1907 in Lonuvla, Bombay, Indien als Henry James Hayter; † 27. März 1983 in Villajoyosa, Spanien) war ein britischer Bühnen- und Charakter-Schauspieler in Film, Fernsehen und Theater, der in internationalen Filmproduktionen zumeist in markanten Nebenrollen agierte. Er spielte in über 120 Kino- und Fernsehfilmen und Fernsehserien. Darunter in Filmproduktionen wie Blockade in London, Robin Hood und seine tollkühnen Gesellen, Der rote Korsar, Beau Brummell - Rebell und Verführer oder Oliver.

## Leben und Karriere
Henry James Hayter wurde 1907 in Indien als Sohn eines Polizei-Superintendenten, der in Simla nahe Lahore stationiert war, geboren. Man schickte den Jungen im Alter von sieben Jahren zur Erziehung nach Schottland. Dort begeisterte ihn sein Schulleiter für die Schauspielerei und so wechselte Hayter 1924 an die Königliche Akademie der Schauspielkunst in London, wo er einem Repertoiretheater beitrat und 1925 debütierte. Er spielte in Stücken wie „1066 And All That“ und „Without Tears“ oder den Alfred Doolittle in My Fair Lady im West End am Drury Lane Theatre und auf Tour für fünf weitere Jahre.
Im Jahre 1936 gab Hayter sein Filmdebüt in Brian Desmond Hursts Kriminalfilm Sensation. Im Zweiten Weltkrieg diente er im Royal Armoured Corps. Nach dem Krieg knüpfte er nahtlos an seine Filmkarriere an und spielte Charakterrollen in vielen Komödien und Literaturverfilmungen wie den Friar Tuck in Ken Annakins Robin Hood und seine tollkühnen Gesellen (1952) in Mr. Pickwick (1952) von Regisseur Noel Langley, in Robin Hood, der Freiheitsheld (1967), oder den Porter in David Copperfield (1969).
Seine Rolle als liebenswert genial-verrückter Professor Elihu Prudence in Robert Siodmaks Piratenfilm-Klassiker Der rote Korsar neben Burt Lancaster und Nick Cravat brachte ihm im Jahr 1952 einen der Höhepunkte seiner Karriere und sehr lobende Kritiken und viele Sympathien des Publikums.
1951 hatte er am Broadhurst Theatre in der Dwight Deere Wiman Production von Olivia de Havillands „Romeo and Juliet“ von William Shakespeare an der Seite von Darstellern wie Jack Hawkins, Evelyn Varden, Malcolm Keen, Isobel Elsom, oder Douglas Watson gespielt. Regie führte Peter Glenville.
In den 1960er Jahren verstärkte er sein Engagement in populären Serien für das britische Fernsehen oder übernahm markante Gastrollen wie in Mit Schirm, Charme und Melone in der Folge A Funny Thing Happened On the Way to the Station - „Diesmal mit Knalleffekt“ als Schaffner 1967 unter der Regie von John Krish.
Anfang der 1970er Jahre spielte er den Captain Webster in 15 Folgen (von 1971 bis 1974) der bekannten Serie Die Onedin-Linie an der Seite von Peter Gilmore. In den frühen 1970er Jahren zog er sich dann häufig in sein Domizil in Spanien zurück und flog nach Großbritannien wenn die Arbeit rief.
Am 27. März 1983 verstarb James Hayter in Villajoyosa im Schlaf im Alter von 75 Jahren. Er hinterließ acht Kinder.

## Auszeichnungen
- 1953: British-Academy-Film-Award-Nominierung in der Kategorie Bester Hauptdarsteller für Mr. Pickwick

## Filmografie (Auswahl)
- 1939: Bravo, George (Come on George!)
- 1947: Nicholas Nickleby (The Life and Adventures of Nicholas Nickleby)
- 1947: Zwielicht (The October Man)
- 1947: Abenteuer in Brasilien (The End of the River)
- 1948: Kleines Herz in Not (The Fallen Idol)
- 1948: Der Frauenfeind (Woman Hater)
- 1948: Quartett (Quartet)
- 1949: Wettfahrt mit dem Tode (Once a Jolly Swagman)
- 1949: Das schweigende Dunkel (Silent Dust)
- 1949: Die blaue Lagune (The Blue Lagoon)
- 1949: Unschuldig verurteilt (For Them That Trespass)
- 1949: Blockade in London (Passport to Pimlico)
- 1949: Der Meisterdieb von Paris (The Spider and the Fly)
- 1950: Die unbekannte Zeugin (Your Witness)
- 1950: Die Nacht begann am Morgen (Morning Departure)
- 1950: Die Ratte von Soho (Night and the City)
- 1950: Schicksal zwischen Ebbe und Flut (Waterfront)
- 1950: So ist das Leben (Trio)
- 1951: Tom Browns Schulzeit (Tom Brown’s Schooldays)
- 1952: Robin Hood und seine tollkühnen Gesellen (The Story of Robin Hood and His Merrie Men)
- 1952: Der rote Korsar (The Crimson Pirate)
- 1952: Mr. Pickwick (The Pickwick Papers)
- 1953: Hypnose gefällig…? (Will Any Gentleman…?)
- 1954: Glück auf Raten (For Better, for Worse)
- 1954: Beau Brummell – Rebell und Verführer (Beau Brummell)
- 1955: Land der Pharaonen (Land of the Pharaohs)
- 1955: Meine bessere Hälfte (Touch and Go)
- 1956: Port Afrika (Port Afrique)
- 1957: Die Angst hat tausend Namen (Seven Waves Away)
- 1958: Chefinspektor Gideon (Gideon’s Day)
- 1958: Da hast du noch mal Schwein gehabt (The Big Money)
- 1958: Ich war Montys Double (I was Monty’s Double)
- 1959: Der Luxus-Käpt'n (The Captain’s Table)
- 1959: Die 39 Stufen (The 39 Steps)
- 1962: Diebe haben Vorfahrt (Go to Blazes)
- 1967: Der Fremde im Haus (Stranger in the House)
- 1967: Robin Hood, der Freiheitsheld (A Challenge for Robin Hood)
- 1968: Oliver (Oliver!)
- 1969: David Copperfield (Fernsehfilm)
- 1970: Song of Norway
- 1970: Frankensteins Schrecken (The Horror of Frankenstein)
- 1971: Jagd durchs Feuer (The Firechasers)
- 1971: In den Krallen des Hexenjägers (The Blood on Satan’s Claw)
- 1971–1974: Die Onedin-Linie (The Onedin Line) (Fernsehserie, 15 Folgen)
- 1976: Vagabund in tausend Nöten (The Bawdy Adventures of Tom Jones)